# Nes præstegård
Nes præstegård (Næs præstegaard) på Nes har virket som provstesæde på Færøerne størstedelen af tiden efter reformationen. Da Færøerne ikke fik egen biskop før 1963, var provstesædet de facto det religiøse magtcentrum på øerne.
Den første lutherske præst var Heini Havreki (Heine Jonsson) som blev indsat som præst i 1541. Da V U Hammershaimb blev præst på Nes i 1862 byggede han en ny præstgård. Den sidste præstefamilie forlod gården i 1976, og siden 1998 har den fungeret som museum.
En ny præstegård blev bygget tæt ved den gamle i 1985.

## Eksterne links
- Museum Arkiveret 7. oktober 2007 hos  Wayback Machine